# جيمس غريغوري (عالم)
جيمس جريجوري («تشرين الثاني» نوفمبر 1638- «تشرين الأول» أكتوبر 1675) عالم رياضيات وفلكي اسكتلندي كان أستاذاً جامعيا بجامعة سانت أندروز وجامعة إدنبرة.
وصف التصميم العملي مبكر للتلسكوب عاكس - مقراب غريغوري نسبتأ له - وحقق تقدما في علم المثلثات، واكتشاف تمثيل سلسلة لا نهاية لها لعدة الدوال المثلثية.
في كتابه Geometriae Pars Universalis) 1668 .أعطى غريغوري كلا البيان المنشور الأول وإثبات وبرهنة  النظرية الأساسية في حساب التفاضل والتكامل (ذكر من وجهة نظر هندسية للعرض، ولفئة خاصة من المنحنيات وجدت بإصدارات أحدث من نظرية)، والتي اعترف بها العالم إسحاق بارو

## حياته
اصغر ولد في عائلته المكونة من ثلاثة  أطفال، ولد جيمس في منزل القس في درومورك، أبردينشاير، وتلقى تعليمه في البداية في المنزل من قبل والدته، جانيت اندرسون (1600-1668). وكانت والدته التي وهبت غريغوري شهيته للهندسة، عمها - الكسندر اندرسون (1582-1619) كان تلميذ ورئيس تحرير لعالم الرياضيات الفرنسي فييت.

## المقراب الغريغوري
راجع مقال مقراب غريغوري
في كتابه 1663  Optica Promota وصف جيمس غريغوري مقراب عاكس الذي أصبح يعرف باسمه، المقراب الغريغوري. وأشار غريغوري إلى أن المقراب العاكس مع مرآة مكافئة من شأنه تصحيح انحراف الكروية وكذلك انحراف لوني يظهر في المقراب الأنكساري. في تصميمه قال انه وضع أيضا مرآة مقعرة ثانوية مع سطح بيضاوي الشكل بعد النقطة المحورية في المرآة الرئيسة مقابلة لها، والتي تعكس الصورة مرة أخرى من خلال ثقب في المرآة الرئيسة حيث يمكن النظر خلال المقراب بشكل ملائم ومريح. وفقا لاعترافاته، لم يكن لغريغوري أي مهارة عملية وايضاً كان من غير الممكن أن يجد أي أخصائي في العداسات قادر على بناء واحدة.
جذبت تصميم المقراب انتباه العديد من الناس في المؤسسة العلمية مثل روبرت هوك، عالم الفيزياء في جامعة  أكسفورد الذي بنى في نهاية المطاف التلسكوب بعد مرور 10 اعوام، والسير روبرت موراي، الموسوعي وعضو مؤسس في الجمعية الملكية.
ونادرا ما يستخدم  تصميم المقراب الغريغوري اليوم، بما ان أنواع أخرى من المقرابات اثبتت  كفاءة أعلى. 

## وصلات خارجية
- جيمس جريجوري على موقع الموسوعة البريطانية (الإنجليزية)